# The Michael J. Fox Show
The Michael J. Fox Show ist eine US-amerikanische Sitcom mit Michael J. Fox in der Hauptrolle, die am 26. September 2013 bei NBC Premiere hatte. Die von Sam Laybourne und Will Gluck entwickelte Serie handelt von dem Familienvater Mike Henry, der nach jahrelanger beruflicher Pause aufgrund einer Parkinson-Erkrankung den Wiedereinstieg in das Berufsleben wagt.

## Handlung
Mike Henry ist ein ehemaliger Nachrichtensprecher aus New York, der seine Karriere wegen seiner Parkinson-Krankheit beendete. Jahre später bessert sich dank eines neuen Medikamentes seine gesundheitliche Lage und er setzt seine Arbeit beim Fernsehen fort. Unterstützt wird er dabei von seiner Frau Annie und seinen Kindern Ian, Eve und Graham.

## Figuren

### Mike Henry
Mike ist „New Yorks beliebtester Nachrichtensprecher“ beim Sender NBC 4 New York, der sich einst aufgrund seiner Parkinson-Erkrankung vom Berufsleben zurückzog. Nachdem ein neues Medikament ihm dabei hilft, die Symptome der Erkrankung im Zaum zu halten, wagt er sich zurück vor die Kamera. Privat ist Mike ein überfürsorglicher Vater, der mit seiner Art manchmal seiner Familie auf den Geist geht. Er ist mit Annie verheiratet und hat mit ihr drei Kinder.

### Mikes Familie
Annie Henry
Annie ist seit 20 Jahren mit Mike verheiratet. Sie kümmert sich liebevoll um ihren erkrankten Mann und achtet besonders auf ihre gemeinsamen Kinder. Von Beruf ist sie Lehrerin auf der High School ihrer Tochter.
Leigh Henry
Leigh ist Mikes jüngere, alleinstehende und arbeitsscheue Schwester. Sie tut alles um jung zu bleiben.
Ian Henry
Ian ist der älteste Sohn von Mike und Annie. Nachdem er sein Studium abgebrochen hat, lebt er wieder bei seinen Eltern.
Eve Henry
Eve ist die einzige Tochter von Mike und Annie. Zwar ist sie eigentlich intelligent, doch an ihren schulischen Leistungen ist das nicht zu erkennen.
Graham Henry
Graham ist der jüngste Sohn von Mike und Annie. Er ist sieben Jahre alt.

### Mikes Kollegen
Susan Rodriguez-Jones
Susan ist eine Kollegin von Mike. Die beiden arbeiteten schon früher in Orlando zusammen, doch im Laufe der Zeit wurden sie zu Konkurrenten. Nach Mikes Rückkehr sind sie gezwungen wieder zusammenzuarbeiten. Sie gilt als clever, hart und emotionslos.
Kay Costa
Kay steht Mike beim Fernsehsender zur Seite. Sie ist eine junge Mitarbeiterin, die sich stets bemüht ihr Bestes zu geben, teilweise aber auch emotional werden kann.
Harris Green
Harris ist der Vorgesetzte von Mike beim Nachrichtensender.

## Produktion

### Entwicklung
NBC kündigte erstmals am 20. August 2012 die Produktion der Serie an. Es war der Tag, an dem die Rechte des Drehbuchs von Sam Laybourne an das Produktionsunternehmen Sony Pictures Entertainment übergingen. Damit stach NBC die anderen drei großen Networks (ABC, CBS und FOX) aus, auch weil NBC Fox gleich die Produktion einer kompletten Staffel versprach. Die Serie, die lose auf dem Leben von Michael J. Fox basiert, stellt ein großes Comeback für ihn dar, nachdem er im Jahr 2000 die Serie Chaos City (Spin City) als Hauptdarsteller verließ. Grund dafür war seine Parkinson-Krankheit, welche bereits 1991 ausbrach.
Fox, der im wirklichen Leben mit seiner Frau Tracy Pollan und seinen vier Kindern in New York City lebt, spielt einen Ehemann und Vater von drei Kindern, die ebenfalls alle in New York leben und dabei mit verschiedenen täglichen Herausforderungen zu kämpfen hat. Co-Produzent Will Gluck zeichnet für die Pilotfolge verantwortlich, während die Rolle der Showrunner auf Serienschöpfer Sam Laybourne und Drehbuchautor Alex Reid fällt.

### Casting
Am 19. Dezember 2012 wurde abgesehen von Fox selbst, die erste Rollenbesetzung bekannt gegeben. Schauspieler Wendell Pierce ergatterte sich die Rolle des Vorgesetzten Harris Green. Am 16. Januar 2013 folgten die Verpflichtungen von Katie Finneran, Conor Romero und Jack Gore, bzw. von der Schwester und den Söhnen Mikes. Am Tag darauf stieß Betsy Brandt als Mikes Frau Annie dazu, am 23. Januar Juliette Goglia als deren Tochter Eve und am 26. Januar wurde als letztes Mitglied der Hauptbesetzung Ana Nogueira als Kay verpflichtet.
Rund ein halbes Jahr später, wurde am 12. Juli 2013 bekannt, dass Anne Heche die wiederkehrende Rolle der Arbeitskollegin Susan Rodriguez-Jones ausfüllen wird. Auch Michael J. Fox' Ehefrau Tracy Pollan ist in einer Gastrolle zu sehen. Die letzte Rollenbesetzung wurde Anfang September verkündet, nämlich Charles Grodin und Candice Bergen als Mikes Eltern.

### Dreharbeiten und Ausstrahlung
Die Dreharbeiten begannen am 30. Januar 2013 in New York. Zwar war der ursprüngliche Drehstart eine Woche vorher vorgesehen, doch Schauspielerin Betsy Brandt musste noch ihre Dreharbeiten zur Serie Breaking Bad beenden. Die Produktion der 22 Episoden der ersten Staffel wurde im Dezember 2013 beendet.
Trotz überwiegend guter Kritiken ließen die Einschaltquoten der Serie rasch nach. In den USA wurde die Michael J. Fox bei NBC nach nur 15 Folgen aus dem Programm genommen, woraufhin die letzten sieben Folgen erst im australischen Fernsehen erstausgestrahlt wurden. Im Mai 2014 wurde das offizielle Ende der Show bekannt gegeben.

## Besetzung
Die deutsche Synchronisation entstand bei der Berliner Synchron unter der Dialogregie von Engelbert von Nordhausen.
| Rollenname            | Schauspieler/in | Synchronsprecher/in |
| --------------------- | --------------- | ------------------- |
| Mike Henry            | Michael J. Fox  | Sven Hasper         |
| Annie Henry           | Betsy Brandt    |                     |
| Leigh Henry           | Katie Finneran  |                     |
| Ian Henry             | Conor Romero    |                     |
| Eve Henry             | Juliette Goglia | Nadine Zaddam       |
| Graham Henry          | Jack Gore       |                     |
| Susan Rodriguez-Jones | Anne Heche      |                     |
| Kay Costa             | Ana Nogueira    |                     |
| Harris Green          | Wendell Pierce  |                     |

## Ausstrahlung
Ein erstes Promo-Video zur Serie mit einer Dauer von 30 Sekunden wurde am 12. Mai 2013 veröffentlicht, ehe einen Tag später ein über 3-minütiger Trailer ins Netz gestellt wurde. Die Ausstrahlung der 22 Episoden umfassenden ersten Staffel begann am 26. September 2013 auf NBC. Am 5. Februar 2014 wurde bekannt, dass die Serie nach 15 ausgestrahlten Episoden nicht mehr nach den Olympischen Winterspielen 2014 ins Programm des Senders NBC zurückkehren wird.

## Episodenliste
| Nr. | Deutscher Titel | Originaltitel | Erstausstrahlung USA | Deutschsprachige Erstausstrahlung (—) | Regie                | Drehbuch                                                       | Quoten (USA) |
| --- | --------------- | ------------- | -------------------- | ------------------------------------- | -------------------- | -------------------------------------------------------------- | ------------ |
| 1   | —               | Pilot         | 26. Sep. 2013        | —                                     | Will Gluck           | Handlung: Sam Laybourne & Will Gluck Schauspiel: Sam Laybourne | 7,50 Mio.    |
| 2   | —               | Neighbor      | 26. Sep. 2013        | —                                     | Victor Nelli, Jr.    | Lon Zimmet & Dan Rubin                                         | 7,50 Mio.    |
| 3   | —               | Art           | 3. Okt. 2013         | —                                     | Andrew Fleming       | Amy Aniobi                                                     | 5,35 Mio.    |
| 4   | —               | Hobbies       | 10. Okt. 2013        | —                                     | Scott Ellis          | Sam Laybourne                                                  | 3,86 Mio.    |
| 5   | —               | Interns       | 17. Okt. 2013        | —                                     | Michael Patrick Jann | Emily Cutler                                                   | 3,56 Mio.    |
| 6   | —               | Teammates     | 24. Okt. 2013        | —                                     | John Fortenberry     | Ben Wexler                                                     | 3,76 Mio.    |
| 7   | —               | Golf          | 31. Okt. 2013        | —                                     | Fred Savage          | Annie Mebane & Steve Basilone                                  | 3,34 Mio.    |
| 8   | —               | Bed Bugs      | 7. Nov. 2013         | —                                     | Wendey Stanzler      | Alex Reid                                                      | 3,45 Mio.    |
| 9   | —               | Homecoming    | 14. Nov. 2013        | —                                     | Tristram Shapeero    | Maggie Bandur                                                  | 2,53 Mio.    |
| 10  | —               | Thanksgiving  | 21. Nov. 2013        | —                                     | Alex Reid            | Paul Mather                                                    | 2,89 Mio.    |
| 11  | —               | Christmas     | 12. Dez. 2013        | —                                     | Todd Holland         | Ben Wexler                                                     | 3,00 Mio.    |
| 12  | —               | Party         | 2. Jan. 2014         | —                                     | Eric Appel           | Lelia Strachan                                                 | 2,50 Mio.    |
| 13  | —               | Secret        | 9. Jan. 2014         | —                                     | Michael Zinberg      | Lon Zimmet & Dan Rubin                                         | 3,11 Mio.    |
| 14  | —               | Couples       | 16. Jan. 2014        | —                                     | Ken Whittingham      | Maggie Bandur                                                  | 1,99 Mio.    |
| 15  | —               | Sochi         | 23. Jan. 2014        | —                                     | Andrew Fleming       | Paul Mather                                                    | 2,185 Mio.   |

## Rezeption
Die Serie erhielt überwiegend positive Kritiken, so hat sie bei Metacritic einen Metascore von 64/100, basierend auf 31 Rezensionen. Bei den Critics’ Choice Television Awards 2013 wurde die Serie neben fünf weiteren Serien in der Kategorie Vielversprechendste neue Serie ausgezeichnet.